# Barbentane
Barbentane là một xã ở tỉnh Bouches-du-Rhône, thuộc vùng Provence-Alpes-Côte d'Azur ở miền nam nước Pháp.

## Thành phố kết nghĩa
- Saillon, Thụy Sĩ